# Острова Рефрешмент
Острова Рефрешмент[уточнить] (англ. Islands of Refreshment) — непризнанное историческое государство, существовавшее на архипелаге Тристан-да-Кунья в период с 1811 по 1816 год.

## История
27 декабря 1810 года катер HMS Baltic высадил на острове Тристан-да-Кунья трёх человек — Томаса Керри, некоего человека по имени Уильямс и моряка из города Сейлем (США) Джонатана Ламберта. Эти трое были первыми постоянными жителями острова, вскоре к ним присоединился четвёртый житель — Эндрю Милле. Ламберт объявил себя суверенным правителем и единственным обладателем прав на архипелаг, в частности, на острова Тристан-да-Кунья, Инаксессибл и Найтингейл, назвав своё государство Острова Рефрешмент.
17 мая 1812 года Уильямс и Милле утонули во время рыбалки. Через некоторое время к Джонатану Ламберту присоединилось ещё несколько человек. Они занялись выращиванием овощей, пшеницы и овса, а также разведением свиней.
В 1812 году, во время Англо-американской войны, флот США использовал острова Рефрешмент как базу для своих кораблей, нападавших на британские торговые суда. Это и другие соображения, побудили губернатора Южной Африки лорда Чарльза Генри Сомерсета потребовать у правительства Великобритании захватить архипелаг.
Официальное заявление об аннексии было сделано 14 августа 1816 года. Аннексия островов была представлена как мера предосторожности, чтобы сторонники Бонапарта не могли использовать острова в качестве базы для спасательной операции по освобождению свергнутого Наполеона I из его ссылки на острове Святой Елены.